# غوين سميث
غوين سميث (بالإنجليزية: Guinn Smith)‏ هو منافس ألعاب قوى أمريكي، ولد في 2 مايو 1920 في ماككيني في الولايات المتحدة، وتوفي في 20 يناير 2004 في سان فرانسيسكو في الولايات المتحدة بسبب نفاخ رئوي.

## وصلات خارجية
- غوين سميث على موقع أوليمبيديا (الإنجليزية)